# John Wood (Schauspieler)
John Wood, CBE (* 5. Juli 1930 in Derbyshire, England; † 6. August 2011 in Chipping Campden, Gloucestershire) war ein britischer Schauspieler.

## Leben
John Wood studierte Rechtswissenschaften am Jesus College in Oxford, in dieser Zeit entdeckte er sein Interesse für das Schauspiel. Später war er am Old Vic Theatre, wo er unter anderen neben Richard Burton auftrat, und am Royal Court tätig.
Seine erste Filmrolle spielte Wood im Filmdrama A Stolen Face aus dem Jahr 1952. In der Komödie Rendezvous mit einer Leiche (1978) trat er in einer der größeren Rollen neben Farrah Fawcett und Jeff Bridges auf. Für seine Rolle des Dr. Stephen Falken im Film WarGames – Kriegsspiele (1983) wurde er im Jahr 1984 für den Saturn Award nominiert. In der Komödie Jumpin’ Jack Flash trat er neben Whoopi Goldberg auf, in Sodbrennen neben Meryl Streep und Jack Nicholson. In dem Filmremake Sabrina (1995) spielte er die Rolle von Sabrinas Vater. Für seine Rolle im Film Chocolat – Ein kleiner Biss genügt (2000) wurde er 2001 für den Screen Actors Guild Award nominiert.
Wood gewann im Jahr 1976 den Tony Award für seine Rolle im Theaterstück Travesties, in den Jahren 1968 und 1975 war er für den gleichen Preis nominiert. Im Jahr 1991 erhielt er den London Evening Standard Theatre Award, 1998 war er für den Laurence Olivier Award nominiert.
Wood heiratete zweimal und hatte vier Kinder.

## Filmografie (Auswahl)
- 1952: A Stolen Face
- 1959: Die grüne Minna (Two-Way-Stretch)
- 1962: Armleuchter in Uniform (Postman’s Knock)
- 1962: 40 Millionen suchen einen Mann (Love Is a Ball)
- 1963: Auch die Kleinen wollen nach oben (The Mouse on the Moon)
- 1968: Just Like a Woman
- 1970: Die Pechvögel (One More Time)
- 1970: Wo, bitte, geht’s zur Front? (Which Way to the Front?)
- 1971: Nikolaus und Alexandra (Nicholas and Alexandra)
- 1972: Schlachthof 5 (Slaughterhouse-Five)
- 1978: Rendezvous mit einer Leiche (Somebody Killed Her Husband)
- 1983: WarGames – Kriegsspiele (WarGames)
- 1985: The Purple Rose of Cairo
- 1985: Der Tag des Falken (Ladyhawke)
- 1986: Lady Jane – Königin für neun Tage (Lady Jane)
- 1986: Sodbrennen (Heartburn)
- 1986: Jumpin’ Jack Flash
- 1987: Der Tötungsbefehl (At Mother’s Request, Miniserie)
- 1992: Orlando
- 1993: Young Americans (The Young Americans)
- 1993: Shadowlands
- 1994: Geheimnisse (Uncovered)
- 1994: King George – Ein Königreich für mehr Verstand (The Madness of King George)
- 1995: Citizen X (Fernsehfilm)
- 1995: Sabrina
- 1996: Rasputin (Rasputin: Dark Servant of Destiny, Fernsehfilm)
- 1996: Jane Eyre
- 1997: Dunkle Tage in St. Petersburg (The Gambler)
- 1997: Rache ist süß (The Girl Gets Moe)
- 1998: Hering auf der Hose (Sweet Revenge)
- 1998: Mit Schirm, Charme und Melone (The Avengers)
- 1999: Ein perfekter Ehemann (An Ideal Husband)
- 2000: Longitude – Der Längengrad (Longitude, Miniserie)
- 2000: Der kleine Vampir (The Little Vampire)
- 2000: Chocolat – Ein kleiner Biss genügt (Chocolat)
- 2001: The Body
- 2001: Victoria & Albert (Fernseh-Mehrteiler)
- 2002: Napoleon (Napoléon, Fernseh-Mehrteiler)
- 2002: Goodbye, Mr. Chips (Fernsehfilm)
- 2003: Verschleppt (Imagining Argentina)
- 2004: Die Rückkehr des Tanzlehrers (Fernsehfilm)
- 2005: The White Countess
- 2007: Lewis – Der Oxford Krimi (Lewis, Fernsehserie, Folge 1x03)